# Stream Communications
Stream Communications – dawny polski operator sieci telewizji kablowej. Prowadził działalność w sektorze usług teleinformatycznych (dostawca internetu, tworzenie serwisów www, telefonia internetowa VOIP, TV kablowa), będąc przy tym siódmym co do wielkości operatorem telewizji kablowej w Polsce. Sieć działała w województwach śląskim, podkarpackim i pomorskim. Głównymi udziałowcemi operatora byli: MNI Telecom S.A. z grupy kapitałowej MNI oraz kanadyjska spółka Stream Communications Network & Media Inc. Według danych Polskiej Izby Komunikacji Elektronicznej (PIKE) Stream Communications miał w pierwszym kwartale 2011 roku 101.848 klientów, co dało mu wówczas siódmą pozycję na rynku. Oferował też telewizję cyfrową, telefonię oraz internet szerokopasmowy.
W drugim kwartale 2012 r. została sfinalizowana transakcja kupna 100% akcji Stream Communications przez Multimedia Polska.
| wykaz analogowych kanałów na przykładzie Częstochowy 1. analogowy stream INFO 2. Polsat 3. TVP1 4. TVP Info 5. TVN 6. TVP2 7. TVP Polonia 8. TVN Style 9. viasat History 10. TV4 11. Polsat 2 12. Extreme Sports Channel 13. RTL 14. Club TV 15. TVP Historia 16. TVP Sport 17. TVN 7 18. Fox Life 19. Filmbox 20. Polonia 1/Top Shop 21. TVN CNBC 22. TVN24 23. TVN Turbo 24. TVN Meteo 25. National Geographic 26. Comedy Central 27. Nickelodeon Polska 28. VIVA Polska 29. Cartoon Network/TCM 30. Sat.1 31. ProSieben 32. Animal Planet 33. Telewizja Trwam 34. VOX 35. Polsat Sport 36. Discovery Channel 37. Teletoon+/Hyper 38. Planete 39. MiniMini 40. Kino Polska 41. eurosport 42. Viasat Explorer 43. euronews 44. TV Puls 45. 4fun.tv 46. Ale Kino! 47. TVP Kultura 48. superstacja 49. iTV/ezo TV 50. Sport Klub | Wykaz cyfrowych kanałów 1. TVP1 2. TVP2 3. TVP Info 4. TVN 5. Polsat 6. TVN CNBC 7. TVP Polonia 8. euronews 9. BBC World News 10. Cyfrowy stream info 11. TVN24 12. TVN Style 13. TVN Turbo 14. TVN 7 15. TV4 16. TVP Kultura 17. TVP Historia 18. TVN Meteo 19. Ale Kino+ 20. TV1000 21. TVS 22. Kino Polska 23. Filmbox 24. Filmbox Extra 25. Filmbox HD 26. Fox Life HD 27. Fox HD 28. Canal+ 29. Canal+ Film 30. Canal+ Film HD 31. Canal+ Sport 32. Canal+ Gol 33. TVP Sport 34. Eurosport 35. Eurosport HD 36. ESPN Classic 37. ESPN America 38. Polsat Sport 39. Polsat Sport Extra 40. Extreme Sports Channel 41. MTV Polska 42. MTV Rocks 43. MTV Dance 44. MTV Hits 45. Comedy Central Family 46. VIVA Polska 47. Comedy Central 48. BBC Entertainment 49. BBC Lifestyle 50. Adult TV 51. MiniMini+ 52. Teletoon+/Hyper 53. Cartoon Network 54. KidsCo 55. Nickelodeon Polska 56. Kuchnia+ 57. ITV 58. Domo+ 59. BBC Knowledge 60. Discovery Channel 61. Discovery World 62. Discovery Science 63. TLC 64. Animal Planet 65. Planete+ 66. Viasat Explorer 67. Viasat History 68. National Geographic 69. Nat Geo Wild 70. Travel Channel 71. Polsat 2 72. club TV 73. National Geographic Channel HD 74. Investigation Discovery 75. Polsat Sport HD 76. TVN HD 77. TVP HD 78. Blue Hustler 79. Darling TV 80. Fox Polska 81. Fox Life 82. TV Puls 83. Polonia 1/Top Shop 84. Tele 5 85. TV Biznes 86. Edusat 87. Test 1 88. Test 2 89. Eurosport 2 90. Deutsche Welle 91. Sat.1 92. ProSieben 93. kabel eins 94. N24 95. Sport Klub 96. CBeebies 97. Discovery HD Showcase 98. Animal Planet HD 99. Discovery Historia 100. TVP1 HD 101. TVP2 HD |